# 安寿無情
安寿無情（あんじゅむじょう）は現在のテレビ東京にて連続時代劇テレビドラマとして1975年（昭和50年）に製作される。
当初はワンクール30分を13本と言うことで、山前五十洋が総合プロデュースし、監督も山前がするのだったが、1時間番組にして6回放映となる。
そのときのクライアントはアデランス、グッドイヤータイヤ、吉野家の牛丼、石亭グループ。
主演は由美かおる、共演に本郷直樹。ストーリーは江戸後期浮世絵師を表の顔。絵師の裏の顔は、死刑を宣告された女囚を死刑の代わりに、セックスをしながら毒針で殺す夢之助がいた。その夢之助に指図する尼がいた。その名は安寿。
主題歌「運命屋稼業」の歌がリメークされ、山前五十洋が歌い歌手デビューする。作曲は長戸大幸。作詞は山前五十洋。
2008年11月にSHOUWA歌謡フェスティバルで山前は歌手としてデビューを果たしている。
| スタブアイコン | サブスタブ | この項目は、まだ閲覧者の調べものの参照としては役立たない、テレビ番組に関連した書きかけの項目です。この項目を加筆・訂正などしてくださる協力者を求めています（P:テレビ/PJ:放送または配信の番組）。 |